# Церква Успіння Богородиці (Уритва)
Церква Успіння Богородиці в Уритві — парафія і храм греко-католицької громади Козівського деканату Тернопільсько-Зборівської архієпархії Української греко-католицької церкви в селі Уритва Тернопільського району Тернопільської области.

## Історія церкви
Село Уритва, що виникло на початку XX століття як присілок села Олесине, має 36 дворів і ніколи не мало власної церкви чи навіть каплички. Віряни відвідували богослужіння в храмах сусідніх сіл Олесине та Будилів.
Навесні 1990 року, після повернення парафії в лоно УГКЦ, жителі села власними силами та коштами розпочали будівництво греко-католицького храму. Через п'ять років наполегливої праці церкву було збудовано.
У 1995 році, на свято Успіння Пресвятої Богородиці, храм освятили. У 2010 році владика Василій Семенюк здійснив єпископську візитацію парафії.
При церкві діють Вівтарна та Марійська дружини, братство Матері Божої Неустанної Помочі та спільнота «Матері в молитві».
На території парафії встановлено фігуру Матері Божої.

## Парохи
- о. Петро Канюга (з 2005).